# Pieter Menten
Pieter Nicolaas Menten (Rotterdam, 26 mei 1899 – Loosdrecht, 14 november 1987) was een Nederlands ondernemer, kunstverzamelaar en veroordeeld oorlogsmisdadiger. Hij groeide op in een welgestelde Rotterdamse familie en vestigde zich in Lwów, destijds deel van Polen, als zakenman. In 1941, nadat Duitsland Polen in 1939 had veroverd, werd hij lid van de SS. In deze tijd woonde hij in Krakau aan de Ulica Grottgera 12 en was eigenaar/curator van de rijstpellerij Oryza. Aanvankelijk hielp hij de bezetter als tolk, maar al snel nam hij deel aan het uitkiezen van Joodse families voor executie, aan kunstroof en andere activiteiten van de nazi's in Polen. Menten nam als lid van de Einsatzgruppe zur besonderen Verwendung (EGz.b.V.) in 1941 deel aan massamoorden op de Joodse bevolking van de dorpjes Podhorodce en Urycz in Oost-Galicië, Polen. Hij werd veroordeeld voor medeplegen van de moorden in Podhorodce, waarbij op 7 juli 1941 tientallen Joden omkwamen.

## Na de oorlog
In 1949 moest Menten terechtstaan op beschuldiging van collaboratie, het roven van kunst en omdat hij zich in vreemde krijgsdienst zou hebben begeven. Zijn advocaat Rad Kortenhorst, tegelijkertijd KVP-Kamerlid en voorzitter van de Tweede Kamer, wist Menten van de meeste beschuldigingen vrij te pleiten. Menten werd ten slotte veroordeeld tot acht maanden gevangenisstraf, hetgeen gelijkstond aan de lengte van zijn voorarrest.
De (eerste) 'zaak-Menten' was in de kranten van 1950-1952 vooral een affaire waarbij Menten zichzelf de slachtofferrol wist aan te meten. Terwijl hij zich in 1945 in voorarrest bevond werd zijn huis in Bloemendaal leeggeroofd door de Binnenlandse Strijdkrachten; tot het gestolen goed behoorde een omvangrijke kunstcollectie. Menten had ook flinke kritiek op de wijze waarop hij werd vervolgd voor oorlogsmisdaden, zoals het verwijt dat de 'ontlastende getuige' Karl Eberhard Schöngarth ter dood was veroordeeld en reeds geëxecuteerd. Zijn omvangrijke onroerendgoedportefeuille werd na inbeslagname volgens Menten tegen te forse vergoedingen door het Nederlandse Beheersinstituut onderhouden. Journalist Henk Lunshof van De Telegraaf nam het voor Menten op, vooral omdat Lunshof in de zaak-Menten een bevestiging zag van zijn kritiek op uitwassen bij de Bijzondere Rechtspleging. Menten ontving een omvangrijke schadevergoeding. Er kwamen Kamervragen aan de verantwoordelijke ministers over de zaak-Menten die onder andere vermeende misstanden bij de Bloemendaalse politie inzake de schilderijenroof betroffen. Hierna raakt de zaak-Menten in de vergetelheid tot 1976.   
Menten leefde in weelde in Blaricum, waar hij relaties opbouwde met bekende Nederlanders. Hij zou de op vijf na rijkste Nederlander zijn, zonder dat duidelijk was waar zijn geld vandaan kwam. In mei 1976 kwam de uiteindelijke zaak-Menten aan het rollen door een paginagroot artikel in De Telegraaf,  waarin aandacht werd besteed aan kunstwerken die de Blaricummer wilde laten veilen. Journalist Hans Knoop, hoofdredacteur van het weekblad Accent, werd door journaliste Henriëtte Boas getipt dat Menten veel van de kunstwerken in 1943 als roofkunst uit Galicië per trein naar Nederland had laten brengen. Knoop verdiepte zich in Menten en hield niet op de zaak in het nieuws te brengen. Later besteedde ook het televisieprogramma TROS Aktua met regelmaat aandacht aan de zaak, waardoor deze landelijk grote bekendheid kreeg. Menten zou zich tussen 1941 en 1943 als tolk in Duitse dienst met de rang SS-Hauptscharführer schuldig hebben gemaakt aan collaboratie, medeplichtigheid aan moord en diefstal. De door hem bij elkaar geroofde kunst zou hij in 1943 in een drietal spoorwagons naar Nederland hebben laten transporteren. De publiciteit leidde ertoe dat het Openbaar Ministerie Menten voor deze feiten wilde vervolgen.

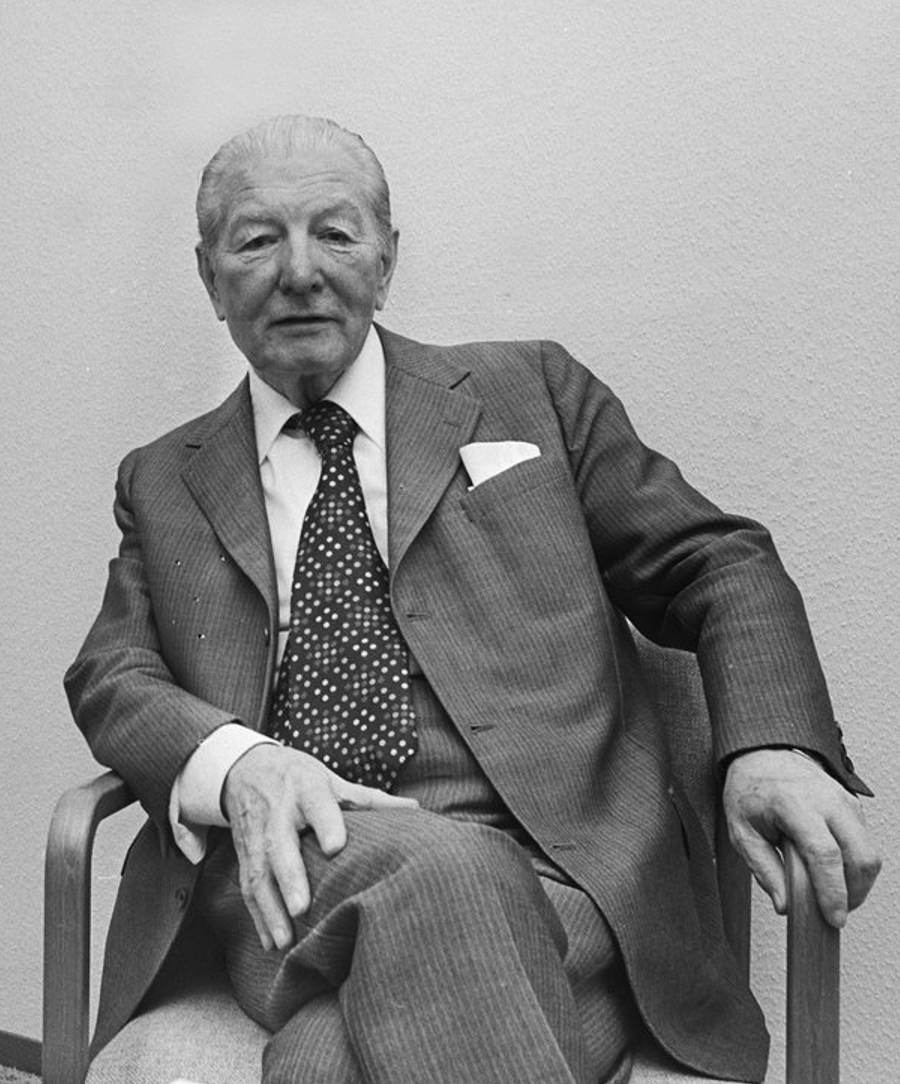
Pieter Menten in mei 1977

Een dag voordat hij in november 1976 zou worden gearresteerd, vluchtte Menten met zijn vrouw naar Zwitserland, waar hij vervolgens op 6 december alsnog werd gearresteerd in een hotel in Uster. Hij kon gevonden worden door onderzoekswerk van journalist Knoop in samenwerking met journalisten van het Duitse weekblad Stern. Na zijn arrestatie brandde Mentens huis in Blaricum af. Op 22 december 1976 werd hij door Zwitserland aan de Nederlandse overheid uitgeleverd. 

### Zaak-Menten
Op 22 maart 1977 werd Menten gedagvaard. Hem werd ten laste gelegd dat hij zich gedurende de tijd van de Tweede Wereldoorlog in door de vijand bezet gebied in vreemde krijgs- of staatsdienst schuldig gemaakt heeft aan enig oorlogsmisdrijf of misdrijf tegen de menselijkheid, namelijk het (mede)plegen van de moord op de burgerbevolking in Podhorodce op 7 juli 1941 en het (mede)plegen van de moord op de burgerbevolking in Urycz op 27 augustus 1941.
Opvallend tijdens het strafproces was zijn alerte, voortdurende interruptie met theatraal nawoord tot slot.
Hij werd door de Bijzondere Kamer van de Rechtbank Amsterdam wegens het medeplegen van de moorden in Podhorodce veroordeeld tot een gevangenisstraf van vijftien jaar. Van het (mede)plegen van de moorden in Urycz werd hij vrijgesproken. Menten stelde tegen het vonnis beroep in cassatie in. Namens hem diende advocaat mr. Mout een cassatieschriftuur in die hij samen met mr. Van Heijningen (die Menten ook in eerste aanleg had bijgestaan) voor de Hoge Raad bepleitte. Daarin bepleitten zij onder andere dat de rechtbank ten onrechte een verweer tot niet-ontvankelijkverklaring van het Openbaar Ministerie had verworpen. Menten had namelijk in 1952 van toenmalig minister van Justitie Donker te horen gekregen dat hij niet vervolgd zou worden voor de beschuldigingen van moord op de burgerbevolking in Polen. Dit had bij Menten het gerechtvaardigde vertrouwen gewekt dat hij voor deze feiten niet vervolgd zou worden. Door toch te vervolgen schond het Openbaar Ministerie dit gerechtvaardigd vertrouwen. De Hoge Raad oordeelde dat de rechtbank de verwerping van het verweer onvoldoende had gemotiveerd en casseerde het vonnis met verwijzing van de zaak naar de Rechtbank 's-Gravenhage.
De Bijzondere Kamer van de rechtbank in Den Haag verklaarde op 4 december 1978 het Openbaar Ministerie niet-ontvankelijk in zijn vervolging, omdat Menten mocht vertrouwen op de toezegging van de minister van Justitie in 1952 dat hij niet vervolgd zou worden. Bovendien was de vervolging volgens de rechtbank in strijd met de eis van berechting binnen een redelijke termijn in het Europees Verdrag voor de Rechten van de Mens. Hierop stelde het OM een cassatieberoep in. De Hoge Raad was het op beide punten oneens met de rechtbank. De minister had niet uitdrukkelijk en onvoorwaardelijk toegezegd dat Menten nooit zou worden vervolgd. Bovendien was de redelijke termijn niet overschreden, omdat deze pas begint te lopen vanaf het moment dat het OM een ernstig voornemen heeft om strafvervolging in te stellen. De Hoge Raad casseerde wederom en verwees de zaak naar de Rechtbank Rotterdam.
Op 9 juli 1980 werd Menten door de Bijzondere Kamer van de rechtbank te Rotterdam veroordeeld tot tien jaar gevangenisstraf en een geldboete van honderdduizend gulden wegens het in staatsdienst van de vijand als oorlogsmisdrijf en misdrijf tegen de menselijkheid medeplegen van de massa-executies in Podhorodce. Menten kwam, door aftrek van zijn voorarrest en het uitzitten van twee derde van zijn straf, in 1985 vrij. Hij overleed, dement geworden, op 88-jarige leeftijd in een bejaardenhuis te Loosdrecht.

## Televisieserie
In het najaar van 2016 zond Omroep MAX een televisieserie uit over Menten, met in de hoofdrollen Guy Clemens als Hans Knoop, Noortje Herlaar als Betty Knoop, Aus Greidanus sr. als Pieter Menten, Arian Foppen als de jonge Pieter Menten, Carine Crutzen als Meta Menten-Pauw, Hans Croiset als Dirk Menten en Julien Croiset als de jonge Dirk Menten. De dag na de uitzending van de eerste aflevering overleed zijn demente weduwe Meta op 90-jarige leeftijd.

## Wetenswaardigheden
- Minister van Justitie Van Agt stelde vanwege de vlucht van Menten vlak voor zijn arrestatie een commissie in die de affaire, later zaak-Menten genoemd, moest onderzoeken. Ook de vermeende rol van de regering bij de buitenvervolgingstelling in 1949 was onderdeel van het onderzoek.
- Chris Scheffer werd door minister Harry van Doorn aan Van Agt voorgesteld als Menten-onderzoeker. Scheffer kreeg daarop de leiding over de onderzoekscommissie maar werd al snel onderwerp van discussie. Scheffer moest zijn opdracht inleveren toen bleek dat hij wegens een naoorlogse moord op een vrouw (Kitty van der Have) was veroordeeld.
- Menten heeft ook gewoond in Buitenplaats Cronenburgh.
- Menten vroeg de Joods/Nederlandse advocaat Max Moszkowicz sr. als verdediger tijdens zijn proces en was daarvoor bereid 1 miljoen gulden te betalen, maar Moszkowicz weigerde dit omdat hij vond dat hij, vanwege zijn persoonlijke ervaring tijdens de Tweede Wereldoorlog, Menten geen goede verdediging kon geven.[14]